# ستيف كامينغز
ستيف كامينغز (بالإنجليزية: Steve Cummings) مواليد 19 مارس 1981 في مرزيسايد، إنجلترا، المملكة المتحدة، هو دراج إنجليزي في صنف سباق الدراجات على الطريق وعلى المضمار. شارك في دورة الألعاب الأولمبية الصيفية وفاز بميدالية أولمبية.

## سجل النتائج

### سباقات أو مراحل فاز بها
- طواف فرنسا
- طواف إسبانيا

### المراكز
- حقق المركز الـ 4 في طواف بكين 2011
- حقق المركز الـ 6 في تيرينو ادرياتيكو 2015

## الميداليات
| الميدالية | المسابقة                       |
| --------- | ------------------------------ |
| فضية      | الألعاب الأولمبية الصيفية 2004 |
| ذهبية     | دورة ألعاب الكومنولث 2006      |

## روابط خارجية
- ستيف كامينغز على موقع الاتحاد الدولي للدراجات (الإنجليزية)
- ستيف كامينغز على موقع أرشيف الدراجات (الإنجليزية)
- ستيف كامينغز على موقع إحصائيات الدراجات الإحترافية (الإنجليزية)
- ستيف كامينغز على موقع نسبة الدراجات (الإنجليزية)
- ستيف كامينغز على موقع CycleBase (الإنجليزية)
- ستيف كامينغز على موقع أوليمبيديا (الإنجليزية)
- ستيف كامينغز على موقع اللجنة الأولمبية البريطانية (الإنجليزية)
- ستيف كامينغز على موقع اتحاد ألعاب الكومنولث (مؤرشف) (الإنجليزية)